# دايفيد كوبر
دايفيد كوبر (بالإنجليزية: David Cooper)‏ (و. 1973  م) هو لاعب هوكي الجليد كندي، ولد في أوتا، مركز لعبه هو مدافع ‏.

## روابط خارجية
- دايفيد كوبر على موقع دوري الهوكي الوطني (الإنجليزية)
- دايفيد كوبر على موقع EliteProspects.com (الإنجليزية)
- دايفيد كوبر على موقع Eurohockey.com (الإنجليزية)
- دايفيد كوبر على موقع HockeyDB.com (الإنجليزية)
- دايفيد كوبر على موقع Hockey-Reference.com (الإنجليزية)